# Princ z Bel-Aira
Princ iz Bel Aira je ameriška televizijska serija. Prvotno je bila na televiziji NBC oddajana od 10. septembra 1990 do 20. maja 1996. V 6 letih so posneli 6 sezon in 148 epizod.

## Igralci
- William "Will" Smith (uprizoril ga je Will Smith)

Rodil se je 3. julija v Zahodni Philadelphia. Pogosto se prepira s svojim bratrancem Carlton, za katerega misli, da ni dovolj "črn." Kljub svojim razlikam, se spoprijatelji z Banksovimi. Celo tako se zbliža z njimi, da celo zavrne ponudbo svoje matere, naj se vrne nazaj v Filadelfijo.
- Carlton Banks (uprizoril ga je Alfonso Ribeiro)

Rojen je bil na 4. avgust 1974. On je is Willov skrbni bratranec. Njegov najljubši igralec je William Shatner. Pogosto govori nesmiselne šale o Zvednih stezah.
- Philip Banks (uprizoril ga je James Avery)
- Vivian Banks (uprizorila jo je Janet Hubert-Whitten od "1990-1993" in Daphne Maxwell Reid od "1993-1996")
- Hilary Banks (uprizorila jo je Karyn Parsons)
- Ashley Banks (uprizorila jo je Tatyana Ali)
- Geoffrey Barbara Butler (uprizoril ga je Joseph Marcell)
- Nicky Banks (uprizoril ga je Ross Bagley) od 1994-96
- Jazz (uprizoril ga je Jeffrey Townes, bolj znan kot "DJJazzy Jeff")

1. ↑  Fresh Prince of Bel-Air // The Complete Directory to Prime Time Network and Cable TV Shows 1946–Present — 8 — 2003. — P. 435. — ISBN 978-0-345-45542-0